# Daarskab, Dyd og Driverter
Daarskab, Dyd og Driverter er en dansk stumfilm fra 1923, der er instrueret af Lau Lauritzen Sr. efter manuskript af A.V. Olsen. Filmen blev genudgivet i en tonefilmsversion i 1935 med eftersynkronisering af Harald Madsen.

## Handling
Sommeren er kommen, alle, der kan, flygter bort fra storbyens solglødende stenørken. Fyrtaarnet og Bivognen drager også bort fra de kvalme gader for at tilbringe sommeren i landlige omgivelser. Ved hjælp af deres medfødte frejdighed og et hjemmelavet fotografiapparat håber de at kunne tjene til livets ophold. Men det går ikke så godt for det gæve par. Nok er folk villige til at blive fotograferet men ikke til at betale forskud, og en dag går det galt, da Fyrtaarnet havner i kløerne på en vred slagter. Kameraet bliver smadret.

## Medvirkende
- Carl Schenstrøm - Fyrtaarnet, omrejsende fotograf
- Harald Madsen - Bivognen, omrejsende fotograf
- Stina Berg - Mor Hulda
- Grethe Rutz-Nissen - Grethe
- Gorm Schmidt - Erik
- Victor Montell - Poul
- Viggo Wiehe - Greven
- Svend Melsing - Grevens søn